# Gymnostoma
Genre
Classification phylogénétique
Gymnostoma est un genre d'arbres de la famille des Casuarinacées dont huit espèces sont endémiques de Nouvelle-Calédonie.

## Description
Comme pour l'ensemble des Casuarinacées, les arbres du genre Gymnostoma possèdent des racines à nodules fixateurs d'azote dont la bactérie est du genre Frankia.
Les rameaux sont verts, grêles et articulés.
Les inflorescences terminales sont portées par des rameaux courts : les mâles en chatons, les femelles capituliformes. Les fleurs sont minuscules et unisexuées. Les fleurs mâles sont verticillées à chaque nœud du chaton. Les fleurs femelles sont bi-carpellées dont un est généralement avortée, avec deux ovules par carpelle.
Le fruit est un samare, protégé par les bractéoles accrescentes et lignifiées qui se séparent à maturité, donnant une apparence de capsule déhiscente.
Les espèces du genre Gymnostoma se distinguent des autres genres de la famille des Casuarinacées par des rameaux chlorophylliens quadrangulaires ou arrondis, mais non multisillonnés comme dans le genre Casuarina. Par ailleurs, les deux carpelles sont fertiles. Autre caractéristique, le genre est à x = 8 chromosomes (9 pour le genre Casuarina, plus de 10 pour Allocasuarina). Enfin, ce qui donne le nom au genre, les stomates sont non protégés.

## Espèces recensées
18 espèces sont actuellement recensées dont les 15 suivantes :
- Gymnostoma australianum L.A.S.Johnson
- Gymnostoma chamaecyparis (Poiss.) L.A.S.Johnson
- Gymnostoma deplancheanum (Miq.) L.A.S.Johnson
- Gymnostoma glaucescens (Schltr.) L.A.S.Johnson
- Gymnostoma intermedium (Poiss.) L.A.S.Johnson
- Gymnostoma leucodon (Poiss.) L.A.S.Johnson
- Gymnostoma mesostrobilum K.L.Wilson ined.
- Gymnostoma nobile (Whitmore) L.A.S.Johnson
- Gymnostoma nodiflorum (Thunb.) L.A.S.Johnson
- Gymnostoma papuanum (S. Moore) L.A.S.Johnson
- Gymnostoma poissonianum (Schltr.) L.A.S.Johnson
- Gymnostoma rumphianum (Miq.) L.A.S.Johnson
- Gymnostoma sumatranum (Jungh. ex de Vriese) L.A.S.Johnson
- Gymnostoma vitiense L.A.S.Johnson
- Gymnostoma webbianum (Miq.) L.A.S.Johnson

## Répartition
Le genre est trouvé au Nord-Est de l'Australie, en Malaisie, à Sumatra, à Bornéo, aux Célèbes, aux Philippines, aux Moluques, en Nouvelle-Guinée, en Nouvelle-Irlande, en Nouvelle-Bretagne, aux îles Salomon, en Nouvelle-Calédonie et aux Fidji.
Huit espèces sont endémiques de la Nouvelle-Calédonie : Gymnostoma chamaecyparis, Gymnostoma deplancheanum, Gymnostoma glaucescens, Gymnostoma intermedium, Gymnostoma leucodon, Gymnostoma poissonianum et Gymnostoma webbianum.
1. ↑  Evolution of the Casuarinaceae: Morphological Comparisons of Some Extant Species, by David L. Dilcher, David C. Christophel, Harry Omroa Bhagwandin, Jr. and Leonie J. Scriven - 1990 -  Botanical Society of America. American Journal of Botany p.338.